# Bengalia varicolor
Bengalia varicolor este o specie de muște din genul Bengalia, familia Calliphoridae. A fost descrisă pentru prima dată de Fabricius în anul 1805. Conform Catalogue of Life specia Bengalia varicolor nu are subspecii cunoscute.